# Michel de Sèvre
Michel de Sèvre of Seure (Gestorven: 1593) was een Frans hoveling en diplomaat. Tevens was hij ridder in de Orde van Malta en was hij tweemaal Grootmeester van de Orde van Sint-Lazarus.

## Biografie
Al op jonge leeftijd werd Michel de Sèvre lid van de Orde van Malta. In 1539 ontving hij het grootpriorschap van de Franse Langue. In 1560 werd Michel de Sèvre naar het hof van koningin Elizabeth I van Engeland gestuurd als Frans ambassadeur om tot een overeenkomst te komen over het terugtrekken van Franse en Engelse troepen uit Schotland. Hij bleef twee jaar lang aan het Engelse hof tot hij door koning Karel IX van Frankrijk werd teruggeroepen. In 1564 werd hij benoemd tot grootmeester van de Orde van Sint-Lazarus. Hij behield deze positie tot 1578 en herkreeg weer de positie in 1586. Michel de Sèvre zou tot aan zijn dood grootmeester blijven.